# Los años nuevos
Los años nuevos es una miniserie de televisión por internet española-francesa de drama y coming of age creada por Rodrigo Sorogoyen, Sara Cano y Paula Fabra para Movistar Plus+ y Arte. Está producida por Caballo Films y protagonizada por Iria del Río y Francesco Carril. Su estreno en España en Movistar Plus+ fue para el 28 de noviembre de 2024, para después concluir el 12 de diciembre de 2024.

## Trama
Ana (Iria del Río) cumple 30 años el día de Año Nuevo con la vida aún por resolver: vive en un piso compartido, no le gusta su trabajo, y cambia a menudo de amigos. Óscar (Francesco Carril) cumple 30 años el día de Nochevieja con la vida casi resuelta: médico vocacional, amigos fieles, y una relación que va y viene. La noche en la que los dos cumplen los 30 se conocen, se enamoran, y comienzan una relación cuyas idas y venidas se alargarán diez años.

## Reparto
- Iria del Río como Ana Varela Martínez
- Francesco Carril como Óscar

## Capítulos
| N.º | Título               | Dirigido por               | Escrito por                                                  | Fecha de lanzamiento original |
| --- | -------------------- | -------------------------- | ------------------------------------------------------------ | ----------------------------- |
| 1   | «Episodio 1» «2015»  | Rodrigo Sorogoyen          | Sara Cano, Paula Fabra y Rodrigo Sorogoyen                   | 28 de noviembre de 2024       |
| 2   | «Episodio 2» «2016»  | Sandra Romero              | Sara Cano, Paula Fabra y Rodrigo Sorogoyen                   | 28 de noviembre de 2024       |
| 3   | «Episodio 3» «2017»  | Sandra Romero              | Sara Cano, Paula Fabra y Rodrigo Sorogoyen                   | 28 de noviembre de 2024       |
| 4   | «Episodio 4» «2018»  | Sandra Romero              | Sara Cano, Paula Fabra, Antonio Rojano y Rodrigo Sorogoyen   | 28 de noviembre de 2024       |
| 5   | «Episodio 5» «2019»  | Rodrigo Sorogoyen          | Sara Cano, Paula Fabra, Marina Rodríguez y Rodrigo Sorogoyen | 28 de noviembre de 2024       |
| 6   | «Episodio 6» «2020»  | David Martín de los Santos | Sara Cano, Paula Fabra y Rodrigo Sorogoyen                   | 12 de diciembre de 2024       |
| 7   | «Episodio 7» «2021»  | Rodrigo Sorogoyen          | Sara Cano, Paula Fabra, Marina Rodríguez y Rodrigo Sorogoyen | 12 de diciembre de 2024       |
| 8   | «Episodio 8» «2022»  | David Martín de los Santos | Sara Cano, Paula Fabra y Rodrigo Sorogoyen                   | 12 de diciembre de 2024       |
| 9   | «Episodio 9» «2023»  | David Martín de los Santos | Sara Cano, Paula Fabra y Rodrigo Sorogoyen                   | 12 de diciembre de 2024       |
| 10  | «Episodio 10» «2024» | Rodrigo Sorogoyen          | Sara Cano, Paula Fabra y Rodrigo Sorogoyen                   | 12 de diciembre de 2024       |

## Producción
El 25 de octubre de 2023, se anunció que había comenzado el rodaje de la serie Los años nuevos, la cual sería el tercer proyecto de Rodrigo Sorogoyen para Movistar Plus+ después de Antidisturbios y el capítulo "Negación" de Apagón, además de la cancelación de la serie de Sorogoyen sobre la Guerra civil española. Iria del Río y Francesco Carril fueron anunciados como los actores protagonistas. El rodaje de la serie tuvo lugar en la Comunidad de Madrid, así como en la ciudad francesa de Lyon y la ciudad alemana de Berlín.
En marzo de 2024, se anunció que el rodaje de la serie había concluido y que el capítulo final de la serie estaría formado por un plano secuencia.

## Lanzamiento y marketing
En julio de 2024, se anunció que Los años nuevos tendría su estreno mundial en el Festival Internacional de Cine de Venecia el 3 de septiembre de 2024. También se anunció que se proyectará en el Festival Internacional de Cine de Tokio el 29 de octubre de 2024. Tuvo su estreno en España en la Seminci los días 18 y 19 de octubre de 2024.
El 15 de octubre de 2024, Movistar Plus+ anunció que estrenaría la serie en su plataforma en dos tandas: los cinco primeros capítulos se estrenarían el 28 de noviembre de 2024, y los cinco capítulos restantes se estrenarían el 12 de diciembre de 2024. La plataforma también anunció que antes de su estreno en streaming el proyecto pasaría por cines seleccionados, en una fecha aún por determinar.